# Leonid Kouznetsov
Leonid Konstantinovitch Kouznetsov (en russe : Леонид Константинович Кузнецов) est un joueur russe de volley-ball né le 7 août 1983. Il mesure 2,10 m et joue central.

## Clubs
| Club               | De        | À         |
| ------------------ | --------- | --------- |
| Oural Oufa         | 2001-2002 | 2009-2010 |
| Dinamo Krasnodar   | 2010-2011 | 2011-2012 |
| Lokomotiv Belgorod | 2012-2013 | 2012-2013 |
| Oural Oufa         | 2013-2014 | ...       |

## Palmarès
- Championnat de Russie (1)
  - Vainqueur : 2013
- Supercoupe de Russie (1)
  - Vainqueur : 2013